# Елисеев, Андрей Витальевич
Андрей Витальевич Елисеев (род. 22 мая 1991, Пермь) — российский футболист, полузащитник.

## Биография
Дебютировал в профессиональном футболе в составе клуба «Знамя Труда» из Орехово-Зуево. Затем выступал за ряд других команд ПФЛ. Вместе с ними он неоднократно становился призером первенств в различных зонах. В 2016 году перешел в ФНЛ, где пополнил ряды калининградской «Балтики». Сыграв пять матчей, покинул клуб.
В сезоне 2017/18 выступал в Молдавии за клуб Национальной дивизии «Динамо-Авто». В конце июля 2018 перешёл в клуб первенства ПФЛ «Звезда» Пермь. С Сезона 2022/23 — в омском «Иртыше».